# Silvio Martinello
Silvio Martinello (Pàdua, Vèneto, 19 de gener de 1963) és un ciclista italià professional des del 1986 fins al 2000, ha destacat en ruta, però especialment en pista on ha aconseguit els majors èxits.
Martinello aconseguí una medalla d'or als Jocs Olímpics d'Atlanta en la modalitat de Cursa per punts i una de bronze als Jocs Olímpics de Sydney en la modalitat de Madison. També ha guanyat 4 proves en els Campionats del Món de ciclisme en pista.
Pel que fa a la ruta, s'ha adjudicat, entre altres victòries, dues etapes del Giro d'Itàlia i una de la Volta a Espanya.

## Palmarès en pista
- 1985
  -  1r al Campionat del Món en pista de la prova de Persecució per equips (amb Roberto Amadio, Gianpaolo Grisandi i Massimo Brunelli)
- 1990
  - 1r als Sis dies de Bassano del Grappa (amb Volker Diehl)
- 1995
  -  1r al Campionat del Món en pista de la prova de Madison (amb Marco Villa)
  -  1r al Campionat del Món en pista en la Cursa per punts
  - 1r als Sis dies de Grenoble (amb Marco Villa)
- 1996
  -  Medalla d'or als Jocs Olímpics d'Atlanta en la Cursa per punts
  -  1r al Campionat del Món en pista de la prova de Madison (amb Marco Villa)
  - 1r als Sis dies de Bordeus (amb Marco Villa)
  - 1r als Sis dies de Milà (amb Marco Villa)
  - 1r als Sis dies de Bremen (amb Marco Villa)
  - 1r als Sis dies de Bassano del Grappa (amb Marco Villa)
  - 1r als Sis dies de Herning (amb Bjarne Riis)
- 1997
  -  1r al Campionat del Món en pista en la Cursa per punts
  - 1r als Sis dies de Zuric (amb Marco Villa)
  - 1r als Sis dies de Bordeus (amb Marco Villa)
  - 1r als Sis dies de Medellín (amb Marco Villa)
  - 1r als Sis dies de Milà (amb Marco Villa)
- 1998
  - 1r als Sis dies de Dortmund (amb Rolf Aldag)
  - 1r als Sis dies de Gant (amb Marco Villa)
  - 1r als Sis dies de Copenhaguen (amb Marco Villa)
  - 1r als Sis dies de Berlín (amb Marco Villa)
  - 1r als Sis dies de Milà (amb Etienne De Wilde)
- 1999
  - 1r als Sis dies de Múnic (amb Andreas Kappes)
  - 1r als Sis dies de Milà (amb Marco Villa)
- 2000
  -  Medalla de bronze als Jocs Olímpics de Sydney en Madison (amb Marco Villa)
  - 1r als Sis dies de Berlín (amb Marco Villa)
  - 1r als Sis dies de Bremen (amb Andreas Kappes)
  - 1r als Sis dies de Stuttgart (amb Andreas Kappes)
  - 1r als Sis dies de Gant (amb Matthew Gilmore)
  - 1r als Sis dies de Fiorenzuola d'Arda (amb Andrea Collinelli)
- 2001
  - 1r als Sis dies de Berlín (amb Rolf Aldag)
  - 1r als Sis dies de Stuttgart (amb Marco Villa)
  - 1r als Sis dies de Múnic (amb Erik Zabel)
- 2002
  - 1r als Sis dies d'Amsterdam (amb Marco Villa)
  - 1r als Sis dies de Berlín (amb Rolf Aldag)

### Resultats a laCopa del Món
- 1995
  - 1r a Manchester, en Madison
- 1998
  - 1r a Berlín i Hyères, en Madison
- 1999
  - 1r a Fiorenzuola d'Arda, en Puntuació

## Palmarès en ruta
- 1983
  - 1r al Giro del Belvedere
  - 1r a La Popolarissima
- 1990
  - Vencedor d'una etapa de la Volta a Espanya
- 1991
  - Vencedor d'una etapa del Giro d'Itàlia
  - Vencedor d'una etapa de la Tirrena-Adriàtica
  - Vencedor d'una etapa del Giro del Trentino
  - 1r a la Milà-Vignola
- 1992
  - Vencedor d'una etapa dels Tres dies de De Panne-Koksijde
- 1996
  - Vencedor d'una etapa del Giro d'Itàlia
- 1997
  - 1r al Giro de la Pulla i vencedor d'una etapa
  - Vencedor d'una etapa de la Setmana Catalana
  - Vencedor d'una etapa de la Volta a Galícia
- 1998
  - Vencedor d'una etapa dels Quatre dies de Dunkerque
  - Vencedor de 2 etapes de la Volta a Renània-Palatinat
- 1999
  - Vencedor d'una etapa de la Volta a Suïssa

### Resultats al Tour de França
- 1994. 94è de la classificació general
- 1995. Abandona (9a etapa)
- 1998. No surt (6a etapa)
- 1999. 114è de la classificació general

### Resultats al Giro d'Itàlia
- 1988. 107è de la classificació general
- 1989. 108è de la classificació general
- 1990. 149è de la classificació general
- 1991. 101è de la classificació general. Vencedor d'una etapa.
- 1992. 99è de la classificació general
- 1994. Abandona (15a etapa)
- 1995. 92è de la classificació general
- 1996. Abandona (14a etapa). Vencedor d'una etapa.
- 1998. Fora de control (17a etapa)
- 2000. 105è de la classificació general

### Resultats a la Volta a Espanya
- 1987. Abandona (7a etapa)
- 1990. Abandona (7a etapa). Vencedor d'una etapa.
- 1992. 127è de la classificació general